# Saigon Water Park

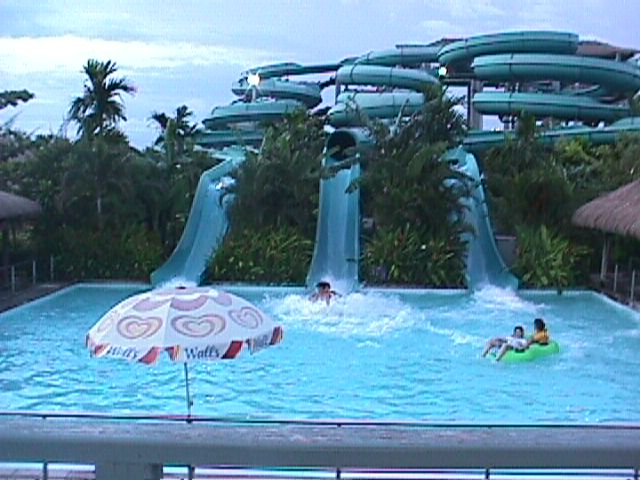
Trượt ống xoắn tại Saigon Water Park.

Saigon Water Park hay thường được gọi thuần Việt là Công viên nước Sài Gòn, đây được xem là công viên nước đầu tiên tại Việt Nam khi chính thức được khai trương vào ngày 13 tháng 12 năm 1997 sau 9 tháng xây dựng. Công viên nước Sài Gòn có diện tích khoảng 5 ha, tọa lạc bên bờ sông Sài Gòn thuộc phường Linh Đông, quận Thủ Đức (nay là thành phố Thủ Đức), Thành phố Hồ Chí Minh cách trung tâm quận 1 khoảng 10 km. Trong những năm đầu tiên, công viên nước đã bị quá tải cho đến khi hàng loạt công viên nước khác được ra đời. Đến năm 2006, công viên nước đã thua lỗ lên mức 207 tỷ đồng và phải đóng cửa vĩnh viễn sau đó. Sau khi dỡ bỏ, mảnh đất từng là nơi xây dựng công viên nước đã bị báo chí Việt Nam phát hiện hoạt động của công ty liên doanh sử dụng tài sản nhà nước bán cho công ty tư nhân rồi tiếp tục bán cho công ty vốn nước ngoài.

## Lịch sử

### Phát triển
Saigon Water Park được khai trương vào ngày 13 tháng 12 năm 1997 và được mệnh danh là công viên nước đầu tiên tại Việt Nam. Công viên có diện tích khoảng 5 ha tọa lạc bên bờ sông Sài Gòn, thuộc phường Linh Đông, quận Thủ Đức (nay là Thành phố Thủ Đức), thành phố Hồ Chí Minh. Công viên đã được bắt đầu xây dựng từ tháng 3 năm 1997 với tổng chi phí lên tới 12 triệu đô la Mỹ bởi Công ty liên doanh Văn hóa thể thao dưới nước bao gồm Tổng công ty Du lịch Sài Gòn và Công ty Pegasus Leisure Ltd. Nguyên liệu xây dựng công viên được nhập khẩu từ nước ngoài. Thuở ban đầu xây dựng, công trình đã tạo ra làn sóng tranh cãi khi nằm xa trung tâm và có những trò chơi mạo hiểm không phù hợp với văn hóa Việt Nam. Công viên nước Sài Gòn còn sở hữu nhiều hồ bơi chủ đề như biển nhân tạo, dòng sông lười, trượt ống xoắn... Giai đoạn hai năm sau khánh thành được xem là giai đoạn hoàng kim của Công viên nước khi thường xuyên bị quá tải.

### Phá dỡ
Sau sự thành công của Saigon Water Park, nhiều công viên nước khác cũng đã bắt đầu hình thành ở thành phố Hồ Chí Minh như Vietnam Water World, Công viên Văn hóa Đầm Sen, Khu du lịch Văn hóa Suối Tiên... Nhiều địa điểm vui chơi ra đời sau này đã trở nên hấp dẫn cộng với việc Saigon Water Park không tập trung cải thiện chất lượng và bổ sung những trò chơi mới đã dẫn đến thua lỗ nặng nề. Tính đến năm 2005, số tiền thiệt hại mà công viên nước phải gánh chịu là 200 tỷ đồng cho đến trước khi đóng cửa vĩnh viễn là 207 tỷ đồng. Đến năm 2006, Công ty liên doanh Văn hóa thể thao dưới nước đã đóng cửa Saigon Water Park vì lý do thua lỗ. Thậm chí, người lao động tại công viên còn không được biết trước về việc công viên nước phải giải thể vĩnh viễn. Cũng trong thời gian này, Tổng công ty Du lịch Sài Gòn đã rút khỏi liên doanh và Công ty Trách nhiệm hữu hạn tư vấn đầu tư kinh doanh nhà Thiên Tuyến đã gia nhập. Đến cuối năm 2007 thì toàn bộ công viên nước đã bị san bằng. Công trình được cho là đã giải phóng mặt bằng để xây dựng "làng biệt thự Vista"; tuy nhiên, trong quyết định của Bộ Kế hoạch và Đầu tư phê chuẩn thì không cho phép xây dựng công trình nhà đất tại khu đất từng là công viên nước. Trong giai đoạn này, giấy phép đầu tư Saigon Water Park vẫn còn tồn tại 13 năm tiếp theo.
Đến năm 2009, Ủy ban nhân dân Thành phố Hồ Chí Minh đã yêu cầu Saigon Water Park "giữ nguyên chức năng ban đầu" và không được phép xây dựng nhà ở. Chủ tịch ủy ban nhân dân Thành phố Hồ Chí Minh Lê Hoàng Quân sau đó cũng đã yêu cầu Giám đốc Sở Quy hoạch Kiến trúc Thành phố Hồ Chí Minh tự tổ chức kiểm điểm khi "âm thầm biến công viên nước thành nhà ở".

### Tư liệu
- Trần Mạnh Thường. Việt Nam - Văn hóa và du lịch. tr. 1029. Bản gốc lưu trữ ngày 3 tháng 4 năm 2023. Truy cập ngày 3 tháng 4 năm 2023.